# Liste von deutschen Märchenfilmen
Diese Liste von deutschen Märchenfilmen listet Märchenfilme nach Jahr. Ausgangspunkt für die Angabe von Filmtitel, Originaltitel, Premierenjahr und Regisseur der einzelnen Märchenfilme sind die Internet Movie Database und das Lexikon des internationalen Films. Da sich auch bei diesen Filmdatenbanken sowie Filmlexika die Angaben beispielsweise über das Entstehungsjahr um ein bis zwei Jahre widersprechen können, ist es sinnvoll, jeden Film in der Listung eindeutig zu charakterisieren durch Titel, Jahr und Regisseur. Bei widersprüchlichen Angaben sollten – soweit zugänglich – die Angaben des Filmabspanns in Originalsprache herangezogen werden.

## Stummfilm
- 1897: Hänsel und Gretel – Regie: Oskar Messter, Vorlage: Brüder Grimm
- 1897: Rapunzel – Regie: Oskar Messter, Vorlage: Brüder Grimm
- 1906: Frau Holle – Vorlage: Brüder Grimm
- 1907: Hänsel und Gretel – Vorlage: Brüder Grimm[1]
- 1908: Dornröschen – Vorlage: Brüder Grimm
- 1910: Das Mädchen mit den Schwefelhölzern – Regie: Gebhard Schätzler-Perasini, Vorlage: Hans Christian Andersen
- 1913: Die Insel der Seligen – Regie: Max Reinhardt, Vorlage: Apuleius’ Amor und Psyche
- 1916: Rübezahls Hochzeit – Regie: Paul Wegener, Vorlage: Johannes Praetorius
- 1917: Dornröschen – Regie: Paul Leni, Vorlage: Brüder Grimm
- 1917: Hans Trutz im Schlaraffenland – Regie: Paul Wegener
- 1918: Der Rattenfänger von Hameln – Regie: Paul Wegener, Vorlage: Brüder Grimm
- 1920: Sumurun – Regie: Ernst Lubitsch, Vorlage: Märchen vom Buckligen aus Tausendundeine Nacht
- 1921: Der kleine Muck – Regie: Wilhelm Prager, Vorlage: Wilhelm Hauff
- 1921: Tischlein deck dich, Eselein streck dich, Knüppel aus dem Sack – Regie: Wilhelm Prager, Vorlage: Brüder Grimm
- 1921: Hänsel und Gretel – Regie: Hanns Walter Kornblum – Vorlage: Brüder Grimm
- 1921: Der müde Tod – Regie: Fritz Lang – Vorlage: Brüder Grimm
- 1921: Der verlorene Schatten – Regie: Rochus Gliese, Vorlage: „Peter Schlemihl“ von Adelbert von Chamisso[2][3]
- 1922: Das tapfere Schneiderlein – Regie: Harry Jäger[4]
- 1922: Der falsche Prinz – Regie: Erwin Báron[5]
- 1923: Der verlorene Schuh – Regie: Ludwig Berger, Vorlage: Clemens Brentano, E.T.A. Hoffmann und Brüder Grimm
- 1924: Das kalte Herz – Regie: Fred Sauer, Vorlage: Wilhelm Hauff
- 1925: Das Mädchen mit den Schwefelhölzern – Regie: Guido Bagier, Vorlage: Hans Christian Andersen
- 1928: Schneewittchen – Regie: Alf Zengerling, Vorlage: Brüder Grimm
- 1928: Rotkäppchen – Regie: Alf Zengerling, Vorlage: Brüder Grimm[6]
- 1928: Hans im Glück – Regie: Alf Zengerling, Vorlage: Brüder Grimm
- 1928: Geheimnisse des Orients – Regie: Alexandre Volkoff, Vorlage: Tausendundeine Nacht[7]
- 1929: Dornröschen – Regie: Carl Heinz Rudolph, Vorlage: Brüder Grimm
- 1929: König Drosselbart – Regie: Alf Zengerling, Vorlage: Brüder Grimm
- 1931: Aschenbrödel – Regie: Alf Zengerling, Vorlage: Brüder Grimm
- 1931: Kismet – Regie: Wilhelm Dieterle, Vorlage: Tausendundeine Nacht[8]

## Zeit des Nationalsozialismus (1933 bis 1945)
- 1933: Das kalte Herz – Regie: Karl Ulrich Schnabel, Vorlage: Wilhelm Hauff
- 1933: Hänsel und Gretel – Regie: Alf Zengerling[4]
- 1933/1934: König Drosselbart und die hochmütige Prinzessin – Regie: Alf Zengerling, Vorlage: Brüder Grimm
- 1934: Prinzessin Turandot – Regie: Gerhard Lamprecht
- 1934: Die Henne mit den goldenen Eiern[4]
- 1934: Frau Holle[4]
- 1935: Der gestiefelte Kater – Regie: Alf Zengerling, Vorlage: Brüder Grimm
- 1935: Der Graf von Carabas – Regie: Lotte Reiniger, Vorlage: Brüder Grimm[9]
- 1935: Von einem, der auszog, das Gruseln zu lernen – Regie: Ferdinand Diehl
- 1936: Graf Habenichts – Regie: Kurt Stordel[4]
- 1936: Dornröschen – Regie: Alf Zengerling, Vorlage: Brüder Grimm
- 1936: Hans im Glück – Regie: Robert Herlth, Walter Röhrig, Vorlage: Brüder Grimm
- 1936: Der betrogene Räuber (Puppenspiel) – Regie: Max Jakob[4]
- 1936: Die Bremer Stadtmusikanten – Regie: Kurt Stordel[4]
- 1936: Tischlein deck dich – Regie: Ferdinand Diehl[4]
- 1937: Kalif Storch – Regie: Ferdinand Diehl, Hermann Diehl[4]
- 1937: Rotkäppchen und der Wolf – Regie: Fritz Genschow und Renée Stobrawa, Vorlage: Brüder Grimm
- 1937: Die sieben Raben (Puppentrick-Version)– Regie: Ferdinand Diehl, Hermann Diehl, Vorlage: Brüder Grimm
- 1937: Land der Liebe – Regie: Reinhold Schünzel[10][11]
- 1938: Tischlein deck Dich, Esel streck Dich, Knüppel aus dem Sack – Regie: Alfred Stöger, Vorlage: Brüder Grimm
- 1938: Schneeweißchen und Rosenrot – Regie: Alfred Stöger, Vorlage: Brüder Grimm
- 1939: Ein Märchen – Regie: Kurt Stordel[4]
- 1939: Der Wettlauf zwischen dem Hasen und dem Igel – Regie: Ferdinand Diehl[4]
- 1939: Der Wolf und die sieben jungen Geißlein – Regie: Kurt Niele, Hans Strohbach[4]
- 1939: Schneewittchen und die sieben Zwerge – Regie: Carl Heinz Wolff, Vorlage: Brüder Grimm
- 1939: Die Heinzelmännchen – Regie: Hubert Schonger, Vorlage: Brüder Grimm
- 1940: Die Sterntaler – Regie: Hubert Schonger, Vorlage: Brüder Grimm
- 1940: Hänsel und Gretel – Regie: Hubert Schonger, Vorlage: Brüder Grimm
- 1940: Frieder und Catherlieschen – Regie: Hubert Schonger, Vorlage: Brüder Grimm
- 1940: Der süße Brei – Regie: Erich Dautert, Vorlage: Brüder Grimm
- 1940: Der kleine Häwelmann – Regie: Erich Dautert, Vorlage: Theodor Storm[4]
- 1940: Die verzauberte Prinzessin – Regie: Alf Zengerling, Vorlage: Der Rubin von Friedrich Hebbel
- 1940: Der Froschkönig – Regie: Alf Zengerling, Vorlage: Brüder Grimm
- 1940: Der Hase und der Igel – Regie: Alf Zengerling, Vorlage: Brüder Grimm
- 1940: Rumpelstilzchen – Regie: Alf Zengerling, Vorlage: Brüder Grimm
- 1940: Der standhafte Zinnsoldat – Regie: Erich Dautert, Vorlage: Hans Christian Andersen[4]
- 1940: Der Geisterkönig (Puppenspiel) – Regie: Max Jakob[5]
- 1941: Das tapfere Schneiderlein – Regie: Hubert Schonger, Vorlage: Brüder Grimm
- 1941: Hans im Glück – Regie: Hubert Schonger[4]
- 1942: Das Feuerzeug (Puppenspiel) – Regie: Max Jakob[12]
- 1943: Hänsel und Gretel – Regie: Kurt Stordel[4]
- 1943: Dornröschen – Regie: Ferdinand Diehl[4]
- 1943: Die Bremer Stadtmusikanten – Regie: Heinz Tischmeyer[4]
- 1943: Der kleine Däumling – Regie: Hubert Schonger, Gerd Otto[4]
- 1944: Die goldene Gans – Regie: Lotte Reiniger[4]
- 1944: Die Abenteuer des Freiherrn von Münchhausen (Kurz-Animationsfilm) – Regie: Hans Held[13]
- 1944: Der fliegende Koffer – Regie: Curt A. Engel[5]
- 1944: Der kleine Muck – Regie: Franz Fiedler, Vorlage: Wilhelm Hauff
- 1944: Der gestiefelte Kater (Puppentrick-Version) – Regie: Ferdinand Diehl, Vorlage: Brüder Grimm[14]

## Besatzungszeit (1945 bis 1949)
- 1948: Frau Holle – Regie: Hans Grimm, Vorlage: Brüder Grimm
- 1949: Hans im Glück – Regie: Peter Hamel, Vorlage: Brüder Grimm
- 1949: Das Mädchen mit den Sterntalern – Regie: Alf Zengerling[15]
- 1949: Der Hampelmann und die Puppenprinzessin – Regie: Alf Zengerling[16]

## Deutsche Märchenfilme in „Ost“ und „West“

### Deutsche Demokratische Republik (1949 bis 1989)

#### Kino
- 1950: Das kalte Herz – Regie: Paul Verhoeven, Vorlage: Wilhelm Hauff
- 1953: Die Geschichte vom kleinen Muck – Regie: Wolfgang Staudte, Vorlage: Wilhelm Hauff
- 1955: Der Teufel vom Mühlenberg – Regie: Herbert Ballmann, Vorlage: Harzsage
- 1956: Das tapfere Schneiderlein – Regie: Helmut Spieß, Vorlage: Brüder Grimm
- 1957: Das singende, klingende Bäumchen – Regie: Francesco Stefani, Vorlage: Brüder Grimm
- 1958: Die Geschichte vom armen Hassan – Regie: Gerhard Klein, Vorlage: Uigurisches Märchen
- 1959: Das Feuerzeug – Regie: Siegfried Hartmann, Vorlage: Hans Christian Andersen
- 1960: Hatifa – Regie: Siegfried Hartmann, Vorlage: Willi Meinck
- 1960: Das Zaubermännchen – Regie: Christoph Engel und Erwin Anders, Vorlage: Rumpelstilzchen von den Brüdern Grimm
- 1961: Schneewittchen – Regie: Gottfried Kolditz, Vorlage: Brüder Grimm
- 1961: Die goldene Jurte – Regie: Rawsha Dorshpalam
- 1961: Das hölzerne Kälbchen – Regie: Bernhard Thieme, Vorlage: Das Bürle von den Brüdern Grimm
- 1961: Das Märchenschloß – Regie: Herrmann Zschoche, Vorlage: Der Märchenschimmel von Fred Rodrian
- 1962: Rotkäppchen – Regie: Götz Friedrich, Vorlage: Brüder Grimm
- 1963: Frau Holle – Regie: Gottfried Kolditz, Vorlage: Brüder Grimm
- 1964: Die goldene Gans – Regie: Siegfried Hartmann, Vorlage: Brüder Grimm
- 1965: König Drosselbart – Regie: Walter Beck, Vorlage: Brüder Grimm
- 1967: Turlis Abenteuer – Regie: Walter Beck, Vorlage: Pinocchios Abenteuer von Carlo Collodi
- 1969: Wie heiratet man einen König? – Regie: Rainer Simon, Vorlage: Die kluge Bauerntochter von den Brüdern Grimm
- 1971: Dornröschen – Regie: Walter Beck, Vorlage: Brüder Grimm, Charles Perrault
- 1972: Sechse kommen durch die Welt – Regie: Rainer Simon, Vorlage: Brüder Grimm
- 1973: Drei Haselnüsse für Aschenbrödel – Regie: Václav Vorlíček, Vorlage: Božena Němcová
- 1973: Susanne und der Zauberring – Erwin Stranka
- 1974: Hans Röckle und der Teufel – Regie: Hans Kratzert, Vorlage: Meister Hans Röckle und Mister Flammfuß von Ilse und Vilmos Korn
- 1976: Das blaue Licht – Regie: Iris Gusner, Vorlage: Brüder Grimm
- 1977: Wer reißt denn gleich vor’m Teufel aus – Regie: Egon Schlegel, Vorlage: Der Teufel mit den drei goldenen Haaren von den Brüdern Grimm
- 1979: Schneeweißchen und Rosenrot – Regie: Siegfried Hartmann, Vorlage: Brüder Grimm, Die drei verwunschenen Fürsten von Božena Němcová
- 1979: Der Katzenprinz – Regie: Ota Koval
- 1980: Der Spiegel des großen Magus – Regie: Dieter Scharfenberg
- 1982: Der Prinz hinter den sieben Meeren – Regie: Walter Beck, Vorlage: Das singende springende Löweneckerchen von den Brüdern Grimm
- 1984: Die vertauschte Königin – Regie: Dieter Scharfenberg, Vorlage: Die Schustersfrau als Zarin von Andrej Platonow
- 1985: Gritta von Rattenzuhausbeiuns – Regie: Jürgen Brauer, Vorlage: Gisela von Arnim
- 1985: Eine zauberhafte Erbschaft – Regie: Zdeněk Zelenka und Michael Kann
- 1986: Der Bärenhäuter – Regie: Walter Beck, Vorlage: Brüder Grimm
- 1988: Froschkönig – Regie: Walter Beck, Vorlage: Brüder Grimm
- 1988: Der Eisenhans – Regie: Karl Heinz Lotz, Vorlage: Brüder Grimm
- 1989: Die Geschichte von der Gänseprinzessin und ihrem treuen Pferd Falada – Regie: Konrad Petzold, Vorlage: Die Gänsemagd von den Brüdern Grimm
- 1989: Verflixtes Mißgeschick! – Regie: Hannelore Unterberg
- 1991 (1961): Das Kleid – Regie: Konrad Petzold, Vorlage: Des Kaisers neue Kleider von Hans Christian Andersen

#### Fernsehen
- 1953: Die Zwerge im Weihnachtswald – Regie: Hans-Günther Bohm, Vorlage: nach Motiven deutscher Märchen[17]
- 1953: Mathias Löffelchen, der Osterhase – Regie: Hans-Günther Bohm[18]
- 1953: Der musizierende Bär – Regie: Hans-Günther Bohm[19]
- 1954: Abu Hassan – Regie: Alfred Eichhorn, Vorlage: Tausendundeine Nacht[20]
- 1954: Das Märchen von der verlorenen Zeit – Regie: Hans-Günther Bohm, Vorlage: Jewgeni Schwarz[21]
- 1954: König Drosselbart – Regie: Günther Bohm Vorlage: Brüder Grimm[22]
- 1954: Till Eulenspiegel malt den Landgrafen von Hessen – Regie: Hans-Günther Bohm, Vorlage: nach dem Volksbuch “Till Eulenspiegel”[23]
- 1954: Till Eulenspiegels Reise durch die Luft – Regie: Hans-Günther Bohm, Vorlage: nach dem Volksbuch “Till Eulenspiegel”[24]
- 1954: Die Osterhasen von Kuckuckshöh – Regie: Hans-Günther Bohm[25]
- 1954: Das Osterhasenfell – Regie: Robert Trösch, Vorlage: nach der Fabel von Friedrich Wolf[26]
- 1954: Der Hecktaler – Regie: Hans-Günter Bohm, Vorlage: nach einem russischen Volksmärchen[27]
- 1955: Die Nachtigall – Regie: Hans-Günther Bohm, Vorlage: Hans Christian Andersen[28]
- 1955: Die Erlebnisse eines kleinen Osterhasen – Regie: Hans-Günther Bohm, Vorlage: Karlheinz Rahn[29]
- 1955: La Ramée – Regie: Karlheinz Bieber, Vorlage. französisches Volksmärchen[30]
- 1955: Die gestohlene Prinzessin – Regie: Karl-Heinz Biber, Vorlage: „Fritz Alexander“ aka Peter Walther Andreas-Dränert[31]
- 1955: Die Prinzessin und die sieben Ritter – Regie: Erika Heide Just, Vorlage: „Schneewittchen“ in der Fassung von den Brüder Grimm[32]
- 1956: Die verzauberten Brüder – Regie: Hans-Dieter Schmidt, Vorlage: Jewgeni Schwarz[33]
- 1956: Das Tierhäuschen – Regie: Hans-Dieter Schmidt, Vorlage: Samuel Marshak[34]
- 1956: Rumpelstilzchen – Regie: Peter Hagen, Vorlage: Brüder Grimm[35]
- 1957: Der Schweinehirt – Regie: Günter Puppe, Vorlage: Hans Christian Andersen[36]
- 1957: Von einem der auszog, das Gruseln zu lernen – Regie: Wolfgang E. Struck, Vorlage: Brüder Grimm[37]
- 1957: Schneeweißchen und Rosenrot – Regie: Regie: Dr. Jiri Jahn als Gast aus Prag, Vorlage: Brüder Grimm[38]
- 1957: Die Schneekönigin – Regie: Ludwig bzw. Lutz Friedrich, Vorlage: Jewgenij Schwarz nach Hans Christian Andersen[39]
- 1957: Der verlorene Taler – Regie: Karl-Heinz Bieber, Vorlage: Anne Martens[40]
- 1957: Kasperle reißt aus – Regie: Ursula Nonnewitz, Vorlage: Klaus Eidam nach „Pinocchios Abenteuer“ von Carlo Goldoni[41]
- 1958: Hühnchen und Hähnchen – Regie: Hans-Günther Bohm, Vorlage: Brüder Grimm “Das Lumpengesindel”[42]
- 1958: Dornröschen – Regie: Jiri Jahn (als Gast), Vorlage: Brüder Grimm[43]
- 1958: Der kleine und der große Klaus – Regie: Dr. Jiri Jahn (als Gast aus Prag), Vorlage: Hans Christian Andersen[44]
- 1958: Die Berggeister von Hallasan – Regie: Hans-Dieter Schmidt, Vorlage: koreanische Märchenmotive[45]
- 1958: Zwerg Nase – Regie: Hans-Günther Bohm, Vorlage: Wilhelm Hauff[46]
- 1959: Die drei goldenen Haare des Teufels – Regie: Gisela Schwarz-Marell, Vorlage: Brüder Grimm „Der Teufel mit den drei goldenen Haaren“[47]
- 1959: Kleiner Engel ohne Bedeutung – Regie: Jürgen Degenhardt, Vorlage: Claude-André Puget[48]
- 1959: Der gestiefelte Kater – Regie:Gisela Schwarz-Marell, Vorlage: Brüder Grimm[49]
- 1959: Das Lügenschloss – Regie: Günter Puppe, Vorlage: Gisela Schwarz-Marell[50]
- 1959: Der Weihnachtsmann lebt hinterm Mond – Regie: Hans Knötzsch, Vorlage: Gerhard Rentzsch und W. K. Schweikert[51]
- 1960: Andreas und die Zaubernuss – Regie: Hugo Hermann, Vorlage: Gwendolin Reichwald[52]
- 1960: Häschen Schnurks – Regie: Heinz Kögel, Vorlage: Harald Hauser[53]
- 1960: Cipollino – Regie: Hans-Dieter Schmidt, Vorlage: S. Bogomassowa und S. Kolossowa nach einem Kinderbuch von Gianni Rodari[54]
- 1960: Geschichten vom König Mátyás – Regie: Jens-Peter Proll, Vorlage: ungarischen Volksmärchen[55]
- 1960: Rotkäppchen – Regie: Hans-Günter Bohm. Vorlage: Brüder Grimm[56]
- 1960: Das tapfere Schneiderlein – Regie: Hans-Günther Bohm, Vorlage: Brüder Grimm[57]
- 1961: Die Laterne – Regie: Gisela Schwarz-Marell, Vorlage: nach einem Theaterstück von Alois Jirašek[58]
- 1961: Der Schatten – Regie: Hilmar Elze, Vorlage: Jewgenij Schwarz[59]
- 1962: Peter Petz – Regie: Hans-Günter Bohm, Vorlage: Werner Toelcke[60]
- 1962: Das Männchen aus der Erbsenhülse – Regie: Wolf Sabo, Vorlage: polnische Märchen von A. Sak und I. Kusnezow[61]
- 1962: Honza und die Geige – Regie: Dieter Bülter-Marell, Vorlage: tschechische Volksmärchens von A. Sak und I. Kusnezow[62]
- 1962: Die Prinzessin und die sieben Ritter – Regie: Greta Krätke, Vorlage: „Schneewittchen“ in der Fassung von Alexander Puschkin[63]
- 1963: Die hölzerne Schüssel – Regie: Edmund Morris, Vorlage: Brüder Grimm nach Motiven von „Der alte Großvater und der Enkel“[64]
- 1963: Von einem der auszog, das Gruseln zu lernen – Regie: Günter Puppe, Vorlage: Brüder Grimm[65]
- 1963: Das Katzenmärchen – Regie: Günter Hennig, Vorlage: Karel Capek[66]
- 1964: Till Eulenspiegel – Regie: Heinz Kögel, Vorlage: nach dem Volksbuch “Till Eulenspiegel”[67]
- 1964: Das gewöhnliche Wunder – Regie: Erich Geiger, Vorlage: Jewgeni Schwarz[68]
- 1964: Peter und die Wunderflöte – Regie: Gisela Schwarz-Marell, Vorlage: Frank Regner[69]
- 1964: Das tapfere Schneiderlein – Regie: Kurt Weiler, Vorlage: Brüder Grimm (Puppentrickfilm)[70]
- 1965: Das Räubermärchen – Regie: Ursula Görner, Vorlage: Karel Capek[71]
- 1965: Dornröschen – Regie: Katja Georgi, Vorlage: Gebrüder Grimm (Puppentrickfilm)[72]
- 1966: Der kleine Prinz – Regie: Konrad Wolf
- 1966: Tischlein, deck dich… – Regie: Heinz Kögel, Vorlage: Brüder Grimm[73]
- 1966: Das Märchen – Regie: Jochen Zimmermann, Vorlage: Curt Goetz aus „Die tote Tante und andere Begebenheiten“[74]
- 1966: Herr Holle – Regie: Günter Hennig[75]
- 1966: Das Untier von Samarkand – Regie: Heinz Kögel, Vorlage: Anna-Elisabeth Wiede[76]
- 1967: Der gestiefelte Kater -Regie: Hilmar Elze[77]
- 1967: Der goldene Nagel – Regie: Beate Hanspach, Vorlage: Jewgeni Permjak[78]
- 1967: Die Prinzessin und der Schweinehirt – Regie: Harry Erlich, Vorlage: Hans Christian Andersen[79]
- 1967: Die verzauberten Brüder – Regie: Hannelore Tovazzi, Hilmar Elze, Vorlage: Jewgenij Schwarz[80]
- 1968: Der Bärenhäuter – Regie: Hilmar Elze, Vorlage: Brüder Grimm[81]
- 1968: Die Geschichte vom tapferen Schneiderlein – Regie: Gisela Schwarz-Marell, Vorlage: Brüder Grimm[82]
- 1968: Ein Krug mit Oliven – Regie: Heinz Kögel, Vorlage: orientalisches Märchen[83]
- 1969: Der Nachtigallenwald – Regie: Harry Erlich, Vorlage: Brüder Grimm „Jorinde und Joringel“[84]
- 1969: Androklus und der Löwe – Regie: Kurt Jung-Alsen, Vorlage: George Bernard Shaw
- 1969: Der Rubin – Regie: Heinz Kögel, Vorlage: Christian Friedrich Hebbel[85]
- 1969: Die drei Klugen – Regie: Gisela Schwarz-Marell von Hildegard Maria Rauchfuß[86]
- 1969: Tigertod – Regie: Norbert Büchner, Vorlage: nach vietnamesischen Märchenmotiven[87]
- 1969: Märchenbrunnen – Regie: Günter Stahnke[88]
- 1970: Abdu, der Schelm – Regie: Heinz Kögel, Vorlage: Arabischen Volkssagen[89]
- 1970: Der Schatten – Regie: Annelies Thomas, Vorlage: Jewgenij Schwarz[90]
- 1970: Der Prozess um den gestohlenen Knoblauch – Regie: Norbert Büchner, Vorlage: Georg W. Pijet[91]
- 1970: Die Prinzessin auf der Erbse – Regie: Heinz Kögel, Vorlage: Hans Christian Andersen[92]
- 1970: Das Tierhäuschen – Regie: Horst Netzband, Vorlage: Samuil Marschak[93]
- 1971: Der kleine und der große Klaus – Regie: Celino Bleiweiß, Vorlage: Hans Christian Andersen
- 1971: Felix aus dem Wunderland – Regie: Gunter Friedrich, Vorlage: Brigitte Tenzler[94]
- 1971: Das Märchen vom Kaiser und vom Hirten – Regie: Heinz Kögel, Vorlage: Bosko Trifunovic[95]
- 1971: Knut Speleman – Regie: Heinz Kögel, Vorlage: Hans Joachim Frühauf, nach Motiven von „Die Zaubergeige“[96]
- 1972: König Drosselbart – Regie: Horst Hawemann, Vorlage: Brüder Grimm[97]
- 1972: Der kleine Prinz – Regie: Konrad Wolf, Vorlage: Antoine Saint-Exupéry[98]
- 1972: Tschintschraka oder Das große Abenteuer eines kleinen Gauklers – Regie: Horst Netzband, Vorlage: Greorgisches Märchen nach Georgi Nachutzrischwili[99][100]
- 1972: Märchen vom alten Arbat – Regie: Edgar Kaufmann, Vorlage: Alexej Arbusow[101]
- 1972: Ein unheimliches Glück – Regie: Hubert Kreuz, Vorlage: nach Märchenmotiven von Vera Gürnt[102]
- 1972: Peter und der Wolf – Regie: Jens Buhmann, Vorlage: russisches Volksmärchen[103]
- 1973: Der wunderbare Schatz – Regie: Gunter Friedrich, Vorlage: Pawel Maljarewski[104][105]
- 1973: Die klugen Dinge – Regie: Rainer Hausdorf, Vorlage: Märchenspiel von Samuil Marschak[106][107]
- 1973: Die kluge Susanne – Regie: Horst Netzband, Vorlage: Brüder Grimm[108]
- 1973: Zar Wasserwirbel – Regie: Horst Netzband, Vorlage: Jewgenij Schwarz[109]
- 1973: Die goldene Kuh – Regie: Hubert Kreuz, Vorlage: Irene Korb und Hans-Erich Korbschmitt[110]
- 1973: Das Honigfaß – Regie: Uta Birnbaum, Vorlage: Lew Jefimowitsch Ustinow[111]
- 1973: Der Troll und der Musikant – Regie: Richard Engel, Vorlage: Hans J. Frühauf[112]
- 1974: Das bucklige Pferdchen – Regie: Horst Netzband, Vorlage: Pjotr Pawlowitsch Jerschow[113]
- 1974: Feuervogel und Rotfuchs – Regie: Horst Netzband, Vorlage: Karel Jaromir Erben[114]
- 1974: Sechse kommen durch die ganze Welt – Regie: Horst Netzband, Vorlage: Brüder Grimm[115]
- 1975: Das blaue Pferdchen – Regie: Wolfgang-Claus Asch, Vorlage: Maria-Clara Machado[116]
- 1975: Die schwarze Mühle – Regie: Celino Bleiweiß, Vorlage: Motive der sorbischen Krabat-Sage von Jurij Brezan[117]
- 1975: Das Eiszapfenherz – Regie: Karin Hercher, Vorlage: Heinz Kahlau[118]
- 1975: Das Märchen vom Soldaten und der Schlange – Regie: Hubert Kreuz, Rainer Kotte, Vorlage: Tamara Gabbe[119]
- 1975: Die Schneekönigin – Regie: Horst Netzband, Vorlage: Hans Christian Andersen[120]
- 1976: Aschenbrödel – Regie: Alexander Wikarski, Vorlage: Jewgeni Schwarz[121]
- 1976: Die Regentrude – Regie: Ursula Schmenger, Vorlage: Theodor Storm
- 1976: Das Untier von Samarkand – Regie: Hubert Kreuz, Vorlage: Anna-Elisabeth Wiede[122]
- 1976: Das Märchen – Regie: Margot Thyrêt, Vorlage: Curt Goetz aus „Die tote Tante und andere Begebenheiten“[123]
- 1976: Die gestohlene Zwiebel – Regie: Horst Netzband, Vorlage: Maria Clara Machado[124]
- 1976: Wer das Unglück meistert, findet das Glück – Regie: Gunter Friedrich, Vorlage: Samuil Marschak[125]
- 1977: Die zertanzten Schuhe – Regie: Ursula Schmenger, Vorlage: Brüder Grimm
- 1977: Der Hasenhüter – Regie: Ursula Schmenger, Vorlage: Der Hasenhüter und die Königstochter von Ludwig Bechstein
- 1977: Der kleine Zauberer und die große Fünf – Regie: Erwin Stranka
- 1977: Der Wolf und die 7 Geißlein – Regie: Uwe-Detlev Jessen, Vorlage: Brüder Grimm[126]
- 1977: Das gewöhnliche Wunder – Regie: Margot Thyret, Vorlage: Jewgenij Schwarz[127]
- 1977: Wie Recke, Katze und Maus den Teufel besiegen – Regie: Fred Noczynski, Vorlage: Joachim Maaß und Heide Reinhold[128]
- 1978: Zwerg Nase – Regie: Karl-Heinz Bahls, Vorlage: Wilhelm Hauff
- 1978: Der Meisterdieb – Regie: Wolfgang Hübner, Vorlage: Brüder Grimm
- 1978: Lapislazuli oder Zaubereien im Dichterbaum – Regie: Andreas Schreiber, Vorlage: Horst Ulrich Semmler und Helga Pfaff[129]
- 1979: Die Gänsehirtin am Brunnen – Regie: Ursula Schmenger, Vorlage: Brüder Grimm
- 1979: Die Ringe aus Zinn – Regie: Uwe-Detlev Jessen, Vorlage: Tamara Gabbe[130]
- 1979: Die Bremer Stadtmusikanten – Regie: Uwe-Detlev Jessen, Vorlage: Brüder Grimm[131]
- 1980: Gevatter Tod – Regie: Wolfgang Hübner, Vorlage: Brüder Grimm
- 1980: Dornröschen – Regie: Dieter Bellmann, Vorlage: Brüder Grimm[132]
- 1980: Die Drachenprinzessin – Regie: Karola Hattop, Vorlage: Georg Redmann[133]
- 1980: Armer Ritter – Regie: Horst Netzband, Vorlage: Peter Hacks[134]
- 1981: Die kluge Finette – Regie: Dieter Knust, Vorlage: nach einem franz. Märchen[135]
- 1981: Der Aschenstocherer oder Kopf ist das Beste – Regie: Wolfgang Genth, Vorlage: Georgische Märchen von Grigol Nachutzrischwili und B. Gamrekeli[136]
- 1981: Das Mädchen vom Eisberg – Regie: Karola Hattop[137]
- 1981: Da kam ein junger Königssohn – Regie: Marina Bell, Vorlage: Manfred Streubel[138]
- 1981: Das tapfere Schneiderlein – Regie: Uwe-Detlev Jessen, Vorlage: Brüder Grimm[139]
- 1982: Der Hase und der Igel – Regie: Dieter Bellmann, Vorlage: Brüder Grimm
- 1982: Der entführte Prinz – Regie: Wolfgang Hübner[140]
- 1982: Die Geschichte vom Hühnchen und vom Hähnchen – Regie: Horst Netzband, Vorlage:Brüder Grimm “Vom Tode des Hühnchens”
- 1982: Wie Bärchen zur Sonne flog – Regie: Horst Netzband[141]
- 1983: Zauber um Zinnober – Regie: Celino Bleiweiß, Vorlage: “Klein Zaches genannt Zinnober” von E. T. A. Hoffmann
- 1983: Die Schöne und das Tier – Regie: Reiner Bär, Vorlage: Motive des französischen Feenmärchens „Die Schöne und das Tier“[142]
- 1983: Die Zaubergräte – Regie: Dieter Wien, Vorlage: Charles Dickens[143]
- 1983: Susanna und der arme Teufel – Regie: Dieter Knust, Vorlage: Thoma Clausen[144]
- 1983: Das Wintermärchen – Regie: Annelies Thomas, Vorlage: William Shakespeare[145]
- 1983: Es waren einmal drei Schwestern... – Regie: Katja Georgi (Puppentrickfilm)
- 1984: Der Haken – Regie: Edgar Kaufmann, Vorlage: Gerhard Rentzsch in Anlehnung an: „Vom Fischer und seiner Frau“ von den Brüder Grimm[146][147][148]
- 1984: Der Trichtermann – Regie: Ursula Schmenger, Vorlage: Wolfgang Kellner[149]
- 1984: Turandot – Regie: Wolfgang Münstermann, Vorlage: Carlo Gozzi[150]
- 1984: Von der Müllerstochter, die Gold spinnen wollte – Regie: Johanna Rothe, Vorlage: Rainer Lindow nach Motiven von „Rumpelstilzchen“ der Brüder Grimm[151]
- 1985: Die Geschichte vom goldenen Taler – Regie: Bodo Fürneise, Vorlage: Hans Fallada
- 1985: Der goldene Schlüssel – Regie: Margot Thyret, Vorlage: Brüder Grimm[152]
- 1985: Die Rundköpfe und die Spitzköpfe
- 1986: Jorinde und Joringel – Regie: Wolfgang Hübner, Vorlage: Brüder Grimm
- 1986: Sagenhaftes vom Petermännchen – Regie: Karl-Heinz Bahls[153]
- 1986: Die feuerrote Blume – Regie: Horst Netzband, Vorlage: Märchenspiels von I. Karnauchowa und L. Brausewitsch
- 1986: König Drosselbart und das Mädchen Prinzessin – Regie: Horst Netzband, Vorlage: Brüder Grimm[154]
- 1987: Die Brummeisenprinzessin – Regie: Ursula Schmenger, Vorlage: Richard Volkmann-Leander
- 1987: Krötenhans und das Teufelsherz – Regie: Wolfgang Genth, Vorlage: Jo Fabian[155]
- 1987: Die schwarz-goldene Schlange – Regie: Christine Harbot, Vorlage: nach Motiven von Pawel Bashow[156]
- 1988: Rapunzel oder Der Zauber der Tränen – Regie: Ursula Schmenger, Vorlage: Brüder Grimm der Märchen: “Rapunzel” und “Jungfrau Maleen”[157]
- 1988: Die Weihnachtsgans Auguste – Regie: Bodo Fürneisen, Vorlage: Friedrich Wolf
- 1988: Die verzauberten Brüder – Regie: Dieter Bellmann, Vorlage: Jewgeni Schwarz[158]
- 1989: Der Tölpelhans – Regie: Bodo Schwarz, Vorlage: Hans Christian Andersen
- 1989: Prinz Tausendfuß – Regie: Horst Netzband, Vorlage: Manuel Schöbel[159]
- 1989: Hans im Glück – Regie: Horst Netzband, Vorlage: Brüder Grimm[160]
- 1989: Das Birnenmädchen – Regie: Horst J. Tappert (Puppentrickfilm)
- 1990: König Phantasios – Regie: Karola Hattop[161]
- 1990: Das hölzerne Schloss – Regie: Edgar Kaufmann, Vorlage: Bernd Schirmer[162]

### Bundesrepublik Deutschland (1949 bis 1989)
- 1950: Goldmarie und Pechmarie – Regie: Alf Zengerling[163]
- 1950: Aschenputtel – Regie: Alf Zengerling[163]
- 1951: Blaubart – Regie: Christian-Jaque
- 1952: Der Flaschenteufel (Puppentrickfilm) – Regie: Ferdinand Diehl[163]
- 1952: Hans macht sein Glück (Kurzfilmfassung für Kinder von der 1936 Fassung – 25 Minuten) – Regie: Robert Herlth, Walter Röhrig, Vorlage: Brüder Grimm[163]
- 1952: Die Diebin von Bagdad – Regie: Karel Lamac, Vorlage: Motive aus Tausendundeine Nacht
- 1953: Zwerg Nase – Regie: Francesco Stefani, Vorlage: Wilhelm Hauff
- 1953: Die Prinzessin und der Schweinehirt – Regie: Herbert B. Fredersdorf, Vorlage: Hans Christian Andersen
- 1953: Brüderchen und Schwesterchen – Regie: Walter Oehmichen, Vorlage: Brüder Grimm
- 1953: Die goldene Gans – Regie: Walter Oehmichen, Vorlage: Brüder Grimm
- 1953: Die Prinzessin auf der Erbse – Regie: Alf Zengerling, Vorlage: Hans Christian Andersen
- 1953: Der verzauberte Königssohn – Regie: Franz Fiedler[164]
- 1953: Peter und der Riese – Regie: Joze Gale[163]
- 1953: Rotkäppchen – Regie: Fritz Genschow, Vorlage: Brüder Grimm
- 1953: Das Mädchen mit den Schwefelhölzern – Regie: Fritz Genschow, Vorlage: Hans Christian Andersen
- 1954: Frau Holle – Regie: Fritz Genschow, Vorlage: Brüder Grimm
- 1954: Hänsel und Gretel – Regie: Fritz Genschow, Vorlage: Brüder Grimm
- 1954: Hänsel und Gretel – Regie: Walter Janssen, Vorlage: Brüder Grimm
- 1954: Rotkäppchen – Regie: Walter Janssen, Vorlage: Brüder Grimm und Charles Perrault
- 1954: Der Froschkönig – Regie: Otto Meyer, Vorlage: Brüder Grimm
- 1954: König Drosselbart – Regie: Herbert B. Fredersdorf, Vorlage: Brüder Grimm
- 1955: Rumpelstilzchen – Regie: Herbert B. Fredersdorf, Vorlage: Brüder Grimm
- 1955: Der gestiefelte Kater – Regie: Herbert B. Fredersdorf, Vorlage: Brüder Grimm
- 1955: Dornröschen – Regie: Fritz Genschow, Vorlage: Brüder Grimm und Charles Perrault
- 1955: Aschenputtel – Regie: Fritz Genschow, Vorlage: Brüder Grimm
- 1955: Das Sandmännchen – Regie: Emil Surmann
- 1955: Der Teufel mit den drei goldenen Haaren – Regie: Hans F. Wilhelm, Vorlage: Brüder Grimm
- 1955: Schneewittchen und die 7 Zwerge – Regie: Erich Kobler, Vorlage: Brüder Grimm
- 1955: Schneeweißchen und Rosenrot – Regie: Erich Kobler, Vorlage: Brüder Grimm
- 1956: Die Heinzelmännchen – Regie: Erich Kobler, Vorlage: August Kopisch
- 1956: Tischlein deck dich – Regie: Jürgen von Alten, Vorlage: Brüder Grimm
- 1956: Tischlein deck dich – Regie: Fritz Genschow, Vorlage: Brüder Grimm
- 1957: Die Gänsemagd – Regie: Fritz Genschow, Vorlage: Brüder Grimm
- 1957: Der Wolf und die sieben jungen Geißlein – Regie: Peter Podehl, Vorlage: Brüder Grimm
- 1957: Rübezahl – der Herr der Berge – Regie: Erich Kobler, Vorlage: Sage u. a. von Ludwig Bechstein
- 1957: Aufruhr im Schlaraffenland – Regie: Otto Meyer, Vorlage: Hans Sachs
- 1958: Der Muck – Regie: Hannes Tannert, Vorlage: Wilhelm Hauff[165]
- 1958: Das Märchen von vielen Wünschen, Vorlage: Carlo Collodi[166]
- 1959: Die Bremer Stadtmusikanten – Regie: Rainer Geis, Vorlage: Brüder Grimm
- 1959: Schneewittchen – Regie: Fritz Genschow, Vorlage: Brüder Grimm
- 1959: Peterchens Mondfahrt – Regie: Gerhard F. Hering[167]
- 1961: Frau Holle – Das Märchen von Goldmarie und Pechmarie – Regie: Peter Podehl, Vorlage: Brüder Grimm
- 1961: Schneeweißchen und Rosenrot – Regie: Fritz Genschow, Vorlage: Brüder Grimm
- 1962: Der vertauschte Prinz – Regie: Fritz Genschow
- 1962: Rumpelstilzchen – Regie: Fritz Genschow, Vorlage: Brüder Grimm
- 1962: König Drosselbart – Regie: Fritz Genschow, Vorlage: Brüder Grimm
- 1962: Peter Pan oder Das Märchen vom Jungen der nicht groß werden wollte – Regie: Paul Verhoeven, Vorlage: J.M. Barrie[168]
- 1963: Die Geschichte vom Fischer und seiner Frau – Regie: Frank Guthke, Vorlage: Brüder Grimm[169]
- 1964: Die Schneekönigin – Regie: Wolfgang Spier, Vorlage: Hans Christian Andersen
- 1964: Wenn man will… – Regie: Ernst Batta, Vorlage: Hans Christian Andersen, Des Kaisers neue Kleidung[170]
- 1964: Der Nussknacker – Regie: Heinz Liesendahl, Vorlage: E. T. A. Hoffmann[171]
- 1965: Trilltrall und seine Brüder – Regie: Walter Davy, Vorlage: Clemens Brentano[172]
- 1966: Schwanensee – Regie: Truck Branss
- 1967: Der falsche Prinz – Regie: Peter Trabold, Vorlage: Wilhelm Hauff[173]
- 1967: Till Eulenspiegel – Regie: Martin Fric[174]
- 1969: Saids Schicksale – Regie: Peter Trabold, Vorlage: Wilhelm Hauff[175]
- 1974: Der Schusterkönig – Regie: Ernst Pichler[176]
- 1974: Undine 74 – Regie: Rolf Thiele, Vorlage: Friedrich de La Motte[177]
- 1976: Hans im Glück – Regie: Wolfgang Petersen, Vorlage: Brüder Grimm[178]
- 1978: Das Meer der verlorenen Zeit – Regie: Solveig Hoogesteijn[179][180]
- 1979: Ein Tag mit dem Wind – Regie: Haro Senft[181]
- 1981: Hänsel und Gretel – Regie: August Everding, Vorlage: Brüder Grimm[182]
- 1982: Die Errettung Fatmes – Regie: Karl-Heinz Kramberg, Vorlage: Wilhelm Hauff[183]
- 1983: Der Salzprinz – Regie: Martin Hollý, Vorlage: Salz ist wertvoller als Gold von Božena Němcová
- 1984: Schneeweißchen und Rosenrot – Regie: Rita-Maria Nowotny, Vorlage: Brüder Grimm
- 1984: König Drosselbart – Regie: Miloslav Luther, Vorlage: Brüder Grimm und Bestrafter Stolz von Božena Němcová
- 1985: Der falsche Prinz – Regie: Dušan Rapoš, Vorlage: Wilhelm Hauff
- 1985: Frau Holle – Regie: Juraj Jakubisko, Vorlage: Brüder Grimm
- 1986: Galoschen des Glücks – Regie: Juraj Herz, Vorlage: Hans Christian Andersen
- 1986: Der treue Johannes – Regie: Miloslav Luther, Vorlage: Brüder Grimm, Die Prinzessin vom Gläsernen Berg von Božena Němcová
- 1986: Momo – Regie: Johannes Schaaf, Vorlage: Michael Ende
- 1987: Ossegg oder Die Wahrheit über Hänsel und Gretel – Regie: Thees Klahn[184]
- 1987: Die Pfauenfeder – Regie: Petr Weigl, Vorlage: Die drei goldenen Federn von Božena Němcová
- 1988: Das Wasser des Lebens, Vorlage: Brüder Grimm, Berona von Božena Němcová
- 1988: Der große und der kleine Klaus – Regie: Dušan Trančík, Vorlage: Hans Christian Andersen, Der König der Zeit vom Božena Němcová
- 1988: Pan Tau – Regie: Jindřich Polák
- 1988: Den Drachen töten, Tod dem Drachen – Regie: Mark Zakharov[185]
- 1988: Alice – Regie: Jan Svankmajer
- 1988: Macao oder Die Rückseite des Meeres – Regie: Clemens Klopfenstein[186]
- 1989: Aschenputtel – Regie: Karin Brandauer, Vorlage: Brüder Grimm
- 1989: Der Teufel und seine zwei Töchter – Regie: Jesús Garcia de Duenas, Vorlage: Blancaflor oder die Tochter des Teufels von Aurelio Macedonio Espinosa
- 1989: Sieben auf einen Streich – Regie: Dušan Trančík, Vorlage: Brüder Grimm

## Deutsche Märchenfilme seit 1990

### Kino
- 1990: Der Drache Daniel – Regie: Hans Kratzert, Vorlage: Katrin Lange
- 1990: Der Streit um des Esels Schatten – Regie: Walter Beck[187]
- 1990: Dornröschen (Šípková Růženka) – Regie: Stanislav Párnický, Vorlage: Brüder Grimm und Charles Perrault[188]
- 1990: Der Reisekamerad – Regie: Ludvík Ráza, Vorlage: Hans Christian Andersen
- 1991: Das Licht der Liebe – Regie: Gunther Scholz, Vorlage: König Renés Tochter von Henrik Hertz
- 1991: Der Froschkönig – Regie: Juraj Herz, Vorlage: Brüder Grimm
- 1991: Olle Hexe – Regie: Günter Meyer
- 1991: Der Eisbärkönig – Regie: Ola Solum, Vorlage: Östlich von der Sonne und westlich vom Mond und Der weiße Bär, König Valemon von Peter Christen Asbjørnsen und Jørgen Engebretsen Moe
- 1991: Das Märchen vom guten Wolf – Regie: Horst Netzband, Vorlage: Mario Göpfert[189]
- 1992: Schneewittchen und das Geheimnis der Zwerge – Regie: Ludvík Ráza, Vorlage: Brüder Grimm
- 1994: Des Kaisers neue Kleider – Regie: Juraj Herz, Vorlage: Hans Christian Andersen
- 1995: Der Prinz und der Prügelknabe (The Whipping Boy) – Regie: Syd Macartney
- 1996: Lorenz im Land der Lügner – Regie: Jürgen Brauer[190][191]
- 1996: Das Zauberbuch – Regie: Václav Vorlíček
- 1996: Die Legende von Pinocchio – Regie: Steve Barron, Vorlage: Pinocchio von Carlo Collodi
- 1997: Der Feuervogel – Regie: Václav Vorlíček
- 1998: Die Seekönigin – Regie: Václav Vorlíček
- 1999: Hans im Glück – Regie: Rolf Losansky, Vorlage: Brüder Grimm
- 1999: Alice im Wunderland – Regie: Nick Willing
- 1999: Tuvalu – Regie: Veit Helmer[192][193]
- 1999: Die neuen Abenteuer des Pinocchio – Regie: Michael Anderson, Vorlage: Pinocchio von Carlo Collodi
- 2000: Das zehnte Königreich – Regie: David Carson, Herbert Wise, Vorlage: Brüder Grimm
- 2002: Der Kuss des Bären – Regie: Sergei Bodrov[194][195]
- 2004: 7 Zwerge – Männer allein im Wald – Regie: Sven Unterwaldt, Vorlage: Schneewittchen von den Brüdern Grimm
- 2005: Zaina – Königin der Pferde (Zaïna, cavalière de l'Atlas) – Regie: Bourlem Guerdjou
- 2006: 7 Zwerge – Der Wald ist nicht genug – Regie: Sven Unterwaldt, Vorlage: Schneewittchen, Rumpelstilzchen u. a. von den Brüdern Grimm
- 2006: Es war k’einmal im Märchenland – Regie: Paul J. Bolger
- 2007: Hans im Glück – Regie: Peter Bechtel, Vorlage: Brüder Grimm
- 2007: Ali Baba und die 40 Räuber – Regie: Pierre Aknine, Vorlage: Tausendundeine Nacht[196]
- 2008: Krabat – Regie: Marco Kreuzpaintner
- 2013: Aschenbrödel und der gestiefelte Kater – Regie: Torsten Künstler, Vorlage: Brüder Grimm
- 2013: Hänsel und Gretel: Hexenjäger – Regie: Tommy Wirkola
- 2014: Die Schöne und das Biest – Regie: Christophe Gans, Vorlage: Gabrielle-Suzanne de Villeneuve
- 2015: Die Krone von Arkus – Regie: Franziska Pohlmann
- 2015: Die Legende der Kokosnuss – Regie: Marc Thümmler[197]
- 2016: Das kalte Herz – Regie: Johannes Naber, Vorlage: Wilhelm Hauff
- 2016: König Laurin – Regie: Matthias Lang
- 2020: Undine (Ondine) – Regie: Christian Petzold[198][199]
- 2024: Chantal im Märchenland – Regie: Bora Dagtekin

### Fernsehen
- 1990: Sheherazade – Mit 1001 PS ins Abenteuer – Regie: Philippe de Broca
- 1990: Verflixte gute Fee – Regie: Ursula Schmenger[200]
- 1992: Der Diamant des Geisterkönigs – Regie: Ernst Wolfram Marboe, Vorlage: Ferdinand Raimund[201]
- 1992: Undine – Regie: Eckhart Schmidt, Vorlage: Friedrich de La Motte[202]
- 1996: Die Eisprinzessin – Regie: Danny Huston[203]
- 1996: Prinzessin Alisea – Regie: Lamberto Bava[204]
- 1997: Die falsche Prinzessin – Regie: Lamberto Bava[205]
- 1999: Kampf der Kobolde – Regie: John Henderson[206]
- 2000: Küss mich, Frosch – Regie: Dagmar Hirtz, Vorlage: Brüder Grimm
- 2000: Tomas und der Falkenkönig, Falkner Thomas – Regie: Václav Vorlícek, Vorlage: Novelle von Jozef Cíger-Hronský
- 2002: Der Froschkönig – Regie: Werner Siebert, Vorlage: Brüder Grimm
- 2002: Die Schneekönigin – Regie: David Wu[207]
- 2008: Zwerg Nase – Regie: Felicitas Darschin, Vorlage: Wilhelm Hauff
- 2011: Nils Holgerssons wunderbare Reise – Regie: Dirk Regel, Vorlage: Selma Lagerlöf
- 2012: Baron Münchhausen – Regie: Andreas Linke
- 2012: Die unzufriedene Prinzessin – Regie: Thomas Schuster[208]
- 2013: Das Märchen von der Prinzessin, die unbedingt in einem Märchen vorkommen wollte – Regie: Steffen Zacke
- 2013: Aschenbrödel und der gestiefelte Kater – Regie: Torsten Künstler
- 2013: Pinocchio – Regie: Anna Justice[209]
- 2014: Till Eulenspiegel – Regie: Christian Theede, Vorlage: Till Eulenspiegel
- 2015: Die Schneekönigin – Regie: Natalja Bondartschuk, Vorlage: Hans Christian Andersen[210]
- 2015: Hänsel – Regie: Julie Gaston, Amma Sond, Vorlage: Brüder Grimm[211][212]
- 2016: Vom Smoliček – Regie: Barbara Lackermeier[213][214]
- 2020: Als ein Stern vom Himmel fiel – Regie: Karel Janák
- 2021: Prinzessin Mariette und das zauberhafte Rätsel – Regie: Thomas Schuster[215][216]
- 2021: Wie man keine Prinzessin heiratet – Regie: Karel Janák[217]
- 2021: Mord auf Schloß Schlettau – Regie: Günter Meyer[218]
- 2022: Oma im TV Koma… Wie man sich findet – Regie: Udo Neubert[219]

#### MärchenreiheMärchenperlendes ZDF
Der Reihen-Titel Märchenperlen wurde erstmals im Jahr 2010 bei der DVD-Veröffentlichung der bis dato produzierten Filme verwendet. Die jährlichen Filme wurden manchmal bereits im Vorjahr abgedreht. 2012 wurden erstmals zwei neue Märchenfilme ausgestrahlt. Die Erstausstrahlung der Filme erfolgte vorwiegend zu Weihnachten auf ZDF.
Der im Jahr 2008 erschienene Märchenfilm Zwerg Nase vom Bayerischen Rundfunk erschien als DVD ebenfalls mit den ZDF-Filmen unter dem Titel Märchenperlen. Die Verfilmung von Der Zauberlehrling aus dem Jahr 2017 war eine Koproduktion vom ZDF mit dem Mitteldeutschen Rundfunk, ebenso wie Der süße Brei (2018).
- 2005: Rotkäppchen – Regie: Klaus Gietinger, Vorlage: Brüder Grimm
- 2006: Hänsel und Gretel – Regie: Anne Wild, Vorlage: Brüder Grimm
- 2007: Rumpelstilzchen – Regie: Andi Niessner, Vorlage: Brüder Grimm
- 2008: Dornröschen – Regie: Arend Agthe, Vorlage: Brüder Grimm
- 2008: Zwerg Nase – Regie: Felicitas Darschin, Vorlage: Wilhelm Hauff
- 2009: Der Teufel mit den drei goldenen Haaren – Regie: Hans-Günther Bücking, Vorlage: Brüder Grimm
- 2010: Aschenputtel – Regie: Susanne Zanke, Vorlage: Brüder Grimm
- 2011: Der Eisenhans – Regie: Manuel Siebenmann, Vorlage: Brüder Grimm
- 2012: Die Schöne und das Biest – Regie: Marc-Andreas Bochert, Vorlage: Französisches Volksmärchen
- 2012: Die sechs Schwäne – Regie: Karola Hattop, Vorlage: Brüder Grimm
- 2013: Die goldene Gans – Regie: Carsten Fiebeler, Vorlage: Brüder Grimm
- 2014: Das kalte Herz – Regie: Marc-Andreas Bochert, Vorlage: Wilhelm Hauff
- 2014: Die Schneekönigin – Regie: Karola Hattop, Vorlage: Hans Christian Andersen
- 2015: Die weiße Schlange – Regie: Stefan Bühling
- 2017: Der Zauberlehrling – Regie: Frank Stoye, Vorlage: Johann Wolfgang von Goethe
- 2017: Rübezahls Schatz – Regie: Stefan Bühling, Vorlage: Rübezahl
- 2018: Der süße Brei – Regie: Frank Stoye, Vorlage: Brüder Grimm
- 2019: Schneewittchen und der Zauber der Zwerge – Regie: Ngo The Chau, Vorlage: Brüder Grimm
- 2020: Die Hexenprinzessin – Regie: Ngo The Chau, Vorlage: Norwegisches Volksmärchen
- 2021: Zwerg Nase – Regie: Ngo The Chau, Vorlage: Wilhelm Hauff
- 2022: Das Märchen vom Frosch und der goldenen Kugel – Regie: Ngo the Chau, Vorlage: Brüder Grimm
- 2023: Rapunzel und die Rückkehr der Falken – Regie: Christoph Heimer
- 2024: Dornröschen und der Fluch der siebten Fee – Regie: Ngo the Chau, Vorlage: Charles Perrault[220]

#### MärchenreiheSechs auf einen Streichder ARD
Einstündige deutsche Märchenfilme, die jährlich Weihnachten auf Das Erste erstausgestrahlt werden. Die Reihe ist unter dem Titel Sechs auf einen Streich bekannt, lediglich die zweite Staffel hieß Acht auf einen Streich.
2008
- Tischlein deck dich – Regie: Ulrich König, Vorlage: Brüder Grimm
- König Drosselbart – Regie: Sibylle Tafel, Vorlage: Brüder Grimm
- Frau Holle – Regie: Bodo Fürneisen, Vorlage: Brüder Grimm
- Das tapfere Schneiderlein – Regie: Christian Theede, Vorlage: Brüder Grimm
- Brüderchen und Schwesterchen – Regie: Wolfgang Eißler, Vorlage: Brüder Grimm
- Der Froschkönig – Regie: Franziska Buch, Vorlage: Brüder Grimm

2009
- Schneewittchen – Regie: Thomas Freundner, Vorlage: Brüder Grimm
- Rapunzel – Regie: Bodo Fürneisen, Vorlage: Brüder Grimm
- Der gestiefelte Kater – Regie: Christian Theede, Vorlage: Brüder Grimm
- Dornröschen – Regie: Oliver Dieckmann, Vorlage: Brüder Grimm
- Die Gänsemagd – Regie: Sibylle Tafel, Vorlage: Brüder Grimm
- Rumpelstilzchen – Regie: Ulrich König, Vorlage: Brüder Grimm
- Die Bremer Stadtmusikanten – Regie: Dirk Regel, Vorlage: Brüder Grimm
- Die kluge Bauerntochter – Regie: Wolfgang Eißler, Vorlage: Brüder Grimm

2010
- Das blaue Licht – Regie: Carsten Fiebeler, Vorlage: Brüder Grimm
- Die Prinzessin auf der Erbse – Regie: Bodo Fürneisen, Vorlage: Hans Christian Andersen
- Der Meisterdieb – Regie: Christian Theede, Vorlage: Brüder Grimm
- Des Kaisers neue Kleider – Regie: Hannu Salonen, Vorlage: Hans Christian Andersen

2011
- Jorinde und Joringel – Regie: Bodo Fürneisen, Vorlage: Brüder Grimm
- Aschenputtel – Regie: Uwe Janson, Vorlage: Brüder Grimm
- Die Sterntaler – Regie: Maria von Heland, Vorlage: Brüder Grimm
- Die zertanzten Schuhe – Regie: Wolfgang Eißler, Vorlage: Brüder Grimm

2012
- Rotkäppchen – Regie: Sibylle Tafel, Vorlage: Brüder Grimm
- Schneeweißchen und Rosenrot – Regie: Sebastian Grobler, Vorlage: Brüder Grimm
- Hänsel und Gretel – Regie: Uwe Janson, Vorlage: Brüder Grimm
- Allerleirauh – Regie: Christian Theede, Vorlage: Brüder Grimm

2013
- Vom Fischer und seiner Frau – Regie: Christian Theede, Vorlage: Brüder Grimm
- Das Mädchen mit den Schwefelhölzern – Regie: Uwe Janson, Vorlage: Hans Christian Andersen
- Die kleine Meerjungfrau – Regie: Irina Popow, Vorlage: Hans Christian Andersen
- Der Teufel mit den drei goldenen Haaren – Regie: Maria von Heland, Vorlage: Brüder Grimm

2014
- Siebenschön – Regie: Carsten Fiebeler, Vorlage: Ludwig Bechstein
- Sechse kommen durch die ganze Welt – Regie: Uwe Janson, Vorlage: Brüder Grimm
- Die drei Federn – Regie: Su Turhan, Vorlage: Brüder Grimm
- Von einem, der auszog, das Fürchten zu lernen – Regie: Tobias Wiemann, Vorlage: Brüder Grimm

2015
- Der Prinz im Bärenfell – Regie: Bodo Fürneisen, Vorlage: Der Bärenhäuter von den Brüdern Grimm
- Die Salzprinzessin – Regie: Zoltan Spirandelli, Motive: Prinzessin Mäusehaut von den Brüdern Grimm und Salz ist wertvoller als Gold von Božena Němcová
- Nussknacker und Mausekönig – Regie: Frank Stoye, Vorlage: E. T. A. Hoffmann
- Prinzessin Maleen – Regie: Matthias Steurer, Vorlage: Jungfrau Maleen von den Brüdern Grimm

2016
- Hans im Glück – Regie: Christian Theede, Vorlage: Brüder Grimm
- Das Märchen vom Schlaraffenland – Regie: Carsten Fiebeler, Motive: Das Märchen vom Schlauraffenland von Ludwig Bechstein und dem Gedicht Vom Schlaraffenlande von Hoffmann von Fallersleben
- Das singende, klingende Bäumchen – Regie: Wolfgang Eißler, Motive: Hurleburlebutz von den Brüdern Grimm und dem Drehbuch von Anne Geelhaar des gleichnamigen DEFA-Klassikers von 1956.
- Prinz Himmelblau und Fee Lupine – Regie: Markus Dietrich, Vorlage: Himmelblau und Lupine von Christoph Martin Wieland

2017
- Der Schweinehirt – Regie: Carsten Fiebeler, Vorlage: Hans Christian Andersen
- Das Wasser des Lebens – Regie: Alexander Wiedel, Vorlage: Brüder Grimm

2018
- Das Märchen von der Regentrude – Regie: Klaus Knoesel, Vorlage: Theodor Storm
- Die Galoschen des Glücks – Regie: Friederike Jehn, Vorlage: Hans Christian Andersen

2019
- Die drei Königskinder – Regie: Frank Stoye, Vorlage: Johann Wilhelm Wolf und Wilhelm Busch
- Das Märchen von den zwölf Monaten – Regie: Frauke Thielecke, Vorlage: Josef Wenzig

2020
- Helene, die wahre Braut – Regie: Zoltan Spirandelli, Vorlage: Ludwig Bechstein und Brüder Grimm
- Das Märchen vom goldenen Taler – Regie: Cüneyt Kaya, Vorlage: Hans Fallada
- Der starke Hans – Regie: Matthias Steurer, Vorlage: Brüder Grimm

2021
- Der Geist im Glas – Regie: Markus Dietrich, Vorlage: Brüder Grimm

2022
- Zitterinchen – Regie: Luise Brinkmann, Vorlage: Ludwig Bechstein
- Die Gänseprinzessin – Regie: Frank Stoye, Vorlage: Brüder Grimm

2023
- Das Märchen von der Zauberflöte – Regie: Marvin Litwak, Vorlage: Christoph Martin Wieland
- Die verkaufte Prinzessin – Regie: Matthias Steurer, Vorlage: Anlehnung an bayerische Sagen

2024
- Das Märchen von der silbernen Brücke – Regie: Cüneyt Kaya, Vorlage: Hertha Vogel-Voll[221]